# Noel Clarasó
Noel Clarasó i Serrat (Barcelona, 3 de diciembre de 1899 – 18 de enero de 1985) fue un escritor español de variados registros y guionista de cine y televisión.

## Biografía
Fue hijo del escultor Enric Clarasó i Daudí. En 1938 obtuvo el premio "Crexells" con la novela Francis de Cer, que quedó inédita.
A lo largo de su vida, utilizó dos seudónimos literarios: Jorge Dearán y León Daudí.
Escribió libros de jardinería, novela psicológica, cuento policíaco y cuento de terror y libros de autoayuda. Debe su fama, sin embargo, al humorismo, que cultivó extensamente, y a las innumerables y sabrosas citas literarias que se le atribuyen y pueblan todos los diccionarios de frases célebres.
En el tercer tomo de la Antología de cuentos de terror, a cargo de Rafael Llopis (Alianza Editorial, 1982) se recoge su relato "El jardín del Montarto".
Ejerció también como traductor. Entre otras, tradujo del francés en 1963 la novela Buenos días, tristeza, de Françoise Sagan, para Círculo de Lectores.
En 1954 realizó en colaboración con José María Forqué los guiones y diálogos para dos de las películas del último: El diablo toca la flauta y Un día perdido.  También de Noel Clarasó es el guion de la serie Hermenegildo Pérez, para servirle, interpretada por Carlos Larrañaga y emitida en 1966 por TVE.

## Obras
- Crónica de varios males crónicos (Al Monigote de Papel, José Janés, 1945)
- Cuarto creciente, luna llena, cuarto menguante (Ediciones Lauro, 1946)
- Enrique Segundo el Indeciso (Al Monigote de Papel, José Janés, 1946)
- La señora Panduro sirve pan blando (Al Monigote de Papel, José Janés, 1946)
- El arte de no tener amigos y de no dejarse convencer por las personas (José Janés, 1947)
- El asesino de la Luna (José Janés, 1947)
- La gran aventura de un hombre pequeño (Al Monigote de Papel, José Janés, 1947)
- Seis autores en busca de un personaje (1947; Plaza & Janés, 1981)
- El arte de perder el tiempo (José Janés, 1948)
- El arte de no decir que sí (José Janés, 1948)
- ¡Miedo! (José Janés, 1948)
- Pigmalión 1950 (Al Monigote de Papel, José Janés, 1948)
- Treinta años y un día (José Janés, 1948)
- La paz del hogar (Al Monigote de Papel, José Janés, 1948)
- Tres poetas junto al mar (Aguilar, 1949)
- Observaciones y máximas de Blas (José Janés, 1950)
- El libro de los tontos (Janés Editor, 1952)
- Albertina y yo (Enciclopedia Pulga n.º 13, Ed. G.P., 1953)
- ¿Qué es una flor? (Enciclopedia Pulga n.º 14, Ed. G.P., 1953)
- Biografía de un hombre cualquiera (Enciclopedia Pulga n.º 107, Ed. G.P., 1954)
- Enciclopedia de la simpatía (Osa Menor, 1954)
- Inventario del reino vegetal (Enciclopedia Pulga n.º 168, Ed. G.P., 1954)
- Enciclopedia de la cortesía moderna (De Gassó Hermanos, 1955)
- Antología del humor (Enciclopedia Pulga n.º 300, Ed. G.P., 1955)
- El arte de tratar y maltratar a las mujeres (Plaza & Janés Editores, 1955)
- Historia de una familia histerica" (Taurus, 1956)
- El camping (Ed. Miguel Arimany, 1956)
- Segunda antología del humor (Enciclopedia Pulga n.º 395, Ed. G.P., 1956-57)
- Un benestar semblant, en catalán (Aymá, 1957)
- Vive más, vive mejor. Aprende a gozar la vida (Aymá, 1957)
- El libro de la vida agradable (Aymá, 1958)
- Quiero ser tu amigo (Editorial Prima Luce, 1959)
- Diccionario humorístico (Al monigote de papel, José Janés, 1951. Sintes, 1966)
- Departamento 10 (Círculo de Lectores, 1969)
- Breviario para todos los días del año (Bruguera, 1974)
- Plantas de adorno (Edicions Cedel, 1976)
- Jardinería doméstica (Cinco Estrellas Enciclopedia, 1979)
- Multiplicación de las plantas de jardín (Ed. Gustavo Gili, 1980)
- ¿Sabe usted comportarse bien? (Acervo, 1980)
- Clarasó (Nuevo Arte Thor, 1982)
- Un camí (Club Editor 1984, 1984)
- Antología de maravillas, curiosidades, rarezas y misterios (Acervo, 1990)
- Antología de textos y citas (Acervo, 1992)
- El tren que no llegó a su destino (Juventud, 1994)
- Antología de anécdotas (Acervo, 1995)

## Actividad cinematográfica
Clarasó trabajó en el cine durante los años 1950 y 60 firmando guiones, argumentos y diálogos en comedias:
- El diablo toca la flauta (1953)
- Un día perdido (1954)
- Viaje de novios (1956)
- Las muchachas de azul (1957)
- Su desconsolada esposa (1957)
- Ana dice sí (1958)
- Una chica de Chicago (1960)
- Julia y el celacanto (1961)
- ¿Pena de muerte? (1961)
- Solteros de verano (1962)
- Detective con faldas (1962)
- Confidencias de un marido (1963)
- ¡¡Arriba las mujeres!! (1965)
- Después del gran robo (1967)
- La dinamita está servida (1968)